# Liste der Bischöfe von Imola
Die folgenden Personen waren Bischöfe des Bistums Imola (Italien):
- 374 - ???
- 379 - Sedisvakanz
- 405 ? - Cornelius
- 450 ? - Heiliger Proietto
- 483 ? - ???
- 502 - Pacatianus[1]
- 532 ? - Heiliger Maurelius
- 574 - Nestore Basilius
- 596 - ???
- 597 - ???
- 632 ? - Deusdedit
- 649 - Boethus
- 680 - Barbatus
- 801 - Eugenius
- 861 ? - Petrus
- 886 - Johannes I.
- 946 ? - Johannes II.
- 954 ? - Johannes III.
- 997 ? - Raimbaldo
- 1012 - Paulus
- 1047 - Pellegrinus
- 1053 - Olderico oder Ulricus
- 1084 - Morandus
- 1095 - Otto
- 1108 - Hubaldus
- 1122 - Otrico
- 1126 - Benno
- 1140 - Randuino
- 1146 - Gerardus
- 1147 - Rudolfus
- 1166 - Arardus
- 1173 - Henricus
- 1192 - Albertus I.
- 1200 - Albertus II. Oscellettus  (danach Erzbischof von Ravenna 1202–1207)
- 1202 - Jeremias
- 1205 - Anonimo Abate di Pomposa
- 1207 - Mainardino degli Aldighieri
- 1249 - Tommaso
- 1270 - Sinibaldo
- 1296 - Deuterio
- 1299 - Benedetto
- 1300 - Giovanni Muto dei Papazzurri
- 1302 - Matteo Orsini
- 1317 - Raimbaldo
- 1342 - Carlo Alidosi
- 1354 - Litto Alidosi
- 1380 - Marino
- 1382 - Guglielmo Alidosi
- 1384 - Giacomo Carafa
- 1385 - Emanuele Fieschi
- 1390 - Antonio Calvi
- 1396 - Giacomo Guidotti
- 1399 - Nicolò d’Assisi
- 1402 - Ermanno Brancaleoni
- 1412 - Pietro Ondedei
- 1450 - Gaspare Sighigelli O.P.
- 1457 - Antonio Castellani Volta
- 1471 - Giorgio Buchi
- 1479 - Giacomo Passarella
- 1488 - Simone Bonadies
- 1511 - Domenico Scribonio dei Cerboni
- 1533 - Niccolò Kardinal Ridolfi (Administrator; auch Erzbischof von Florenz)
- 1546 - Girolamo Kardinal Dandini
- 1552 - Anastasio Uberto Dandini
- 1558 - Girolamo Dandini
- 1560 - Vitellozzo Kardinal Vitelli (Administrator)
- Francesco Guarini (1561–1569)
- Giovanni Kardinal Aldobrandini (1569–1573)
- Vincenzo Ercolani O.P. (1573–1579)
- Alessandro Musotti (1579–1607)
- Giovanni Garzia Kardinal Mellini (Millini) (1607–1611)
- Rodolfo Paleotti (1611–1619)
- Ferdinando Millini (1619–1644)
- Mario Kardinal Theodoli (1644–1646)
- Marco Antonio Cuccini (1646–1653)
- Fabio Kardinal Chigi (1653–1655)
- Giovanni Stefano Kardinal Donghi (1655–1663)
- Francesco Maria Ghisilieri (1664–1672)
- Costanzo Zani, O.S.B. (1672–1694)
- Taddeo Luigi Kardinal dal Verme (1696–1702) (auch Erzbischof von Ferrara)
- Filippo Antonio Kardinal Gualterio (1701–1709)
- Ulisse Giuseppe Kardinal Gozzadini (1710–1728)
- Giuseppe Kardinal Accoramboni (1728–1739) (auch Bischof von Frascati)
- Tommaso Maria Marelli, C.O. (1739–1752)
- Giovanni Carlo Kardinal Bandi (1752–1784)
- Barnaba (Gregorio) Kardinal Chiaramonti, O.S.B. (1785–1816), der spätere Pius VII.
- Antonio Lamberto Kardinal Rusconi (1816–1825)
- Giacomo Kardinal Giustiniani (1826–1832)
- Sel. Giovanni Maria Kardinal Mastai-Ferretti (1832–1846), der spätere Pius IX.
- Gaetano Kardinal Baluffi (1846–1866)
- Vincenzo Moretti (1867–1871) (danach Erzbischof von Ravenna)
- Luigi Tesorieri (1871–1901)
- Francesco Baldassarri (1901–1912)
- Paolino Giovanni Tribbioli, O.F.M. Cap. (1913–1956)
- Benigno Carrara (1956–1974)
- Luigi Dardani (1974–1989)
- Giuseppe Fabiani (1989–2002)
- Tommaso Ghirelli (2002–2019)
- Giovanni Mosciatti (seit 2019)